# آندری ایوانوویچ ایوانوف
آندری ایوانوویچ ایوانوف (انگلیسی: Andrey Ivanovich Ivanov؛ ۱۷۷۵ – ۱۲ ژوئیهٔ ۱۸۴۸) نقاش روسی به سبک نئوکلاسیک بود که در خلق صحنه‌های تاریخی تخصص داشت.

## زندگی‌نامه
او که توسط والدینش رها شده بود در یتیم خانه مسکو بزرگ شد. او در سال ۱۷۸۲ در دوره‌های ابتدایی آکادمی امپریال هنر ثبت نام کرد و بعداً نزد گریگوری اوگریوموف و گابریل فرانسوا دویا تحصیل کرد و در سال ۱۷۹۷ فارغ‌التحصیل شد.
او در سال ۱۷۹۸ در آکادمی شروع به تدریس کرد و در سال ۱۸۰۳ به عضویت آکادمی درآمد. در این مدت او به کپی برداری از استادان قدیمی ایتالیایی و نقاشی نمادها مشغول بود. در سال ۱۸۱۲ او به دلیل نقاشی شاهزاده امستیسلاو چرنیگوف و شکست رددیا به عنوان استاد منصوب شد.

## تعدادی از آثار

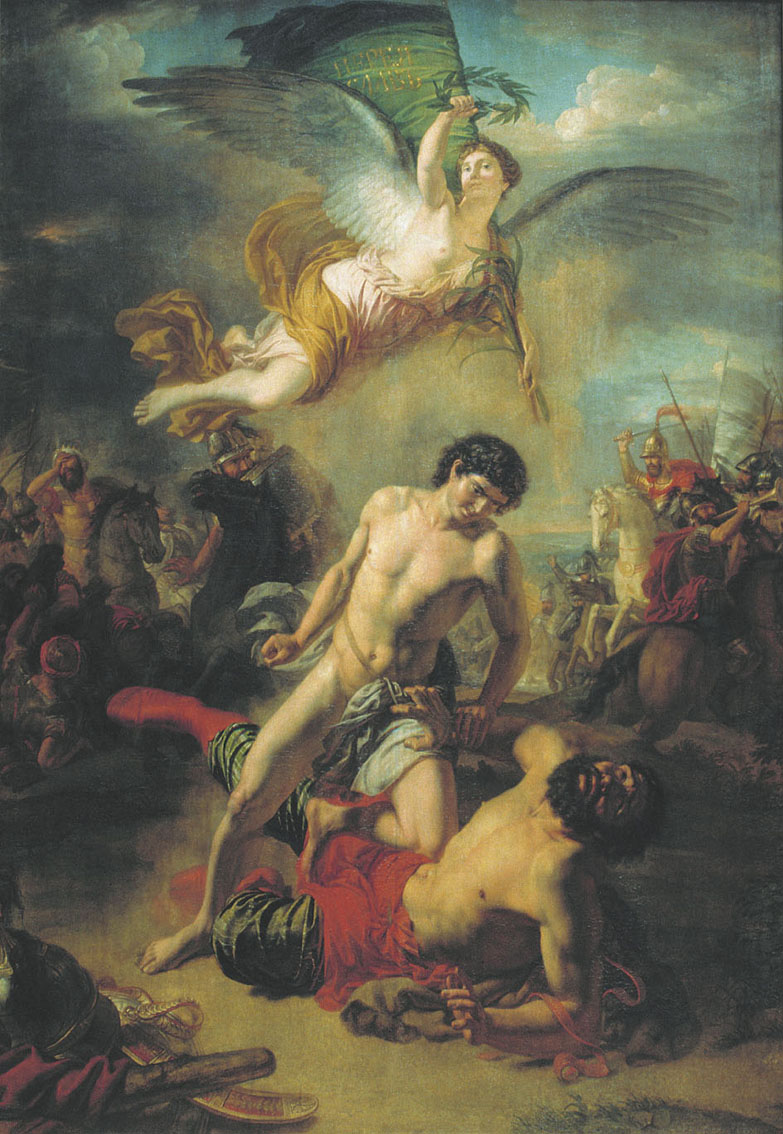
Prince Mstislav defeating Rededya
Adam and Eve with their children
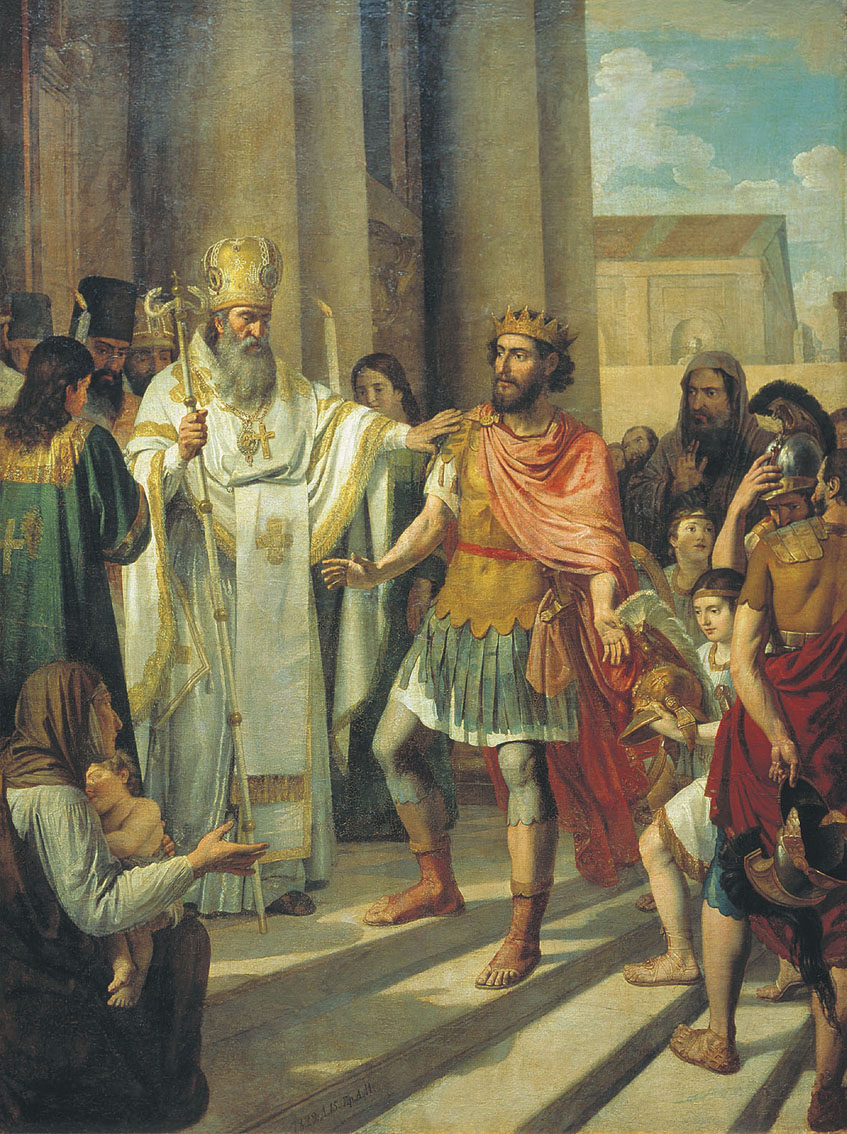
The christening of Grand Duke Vladimir
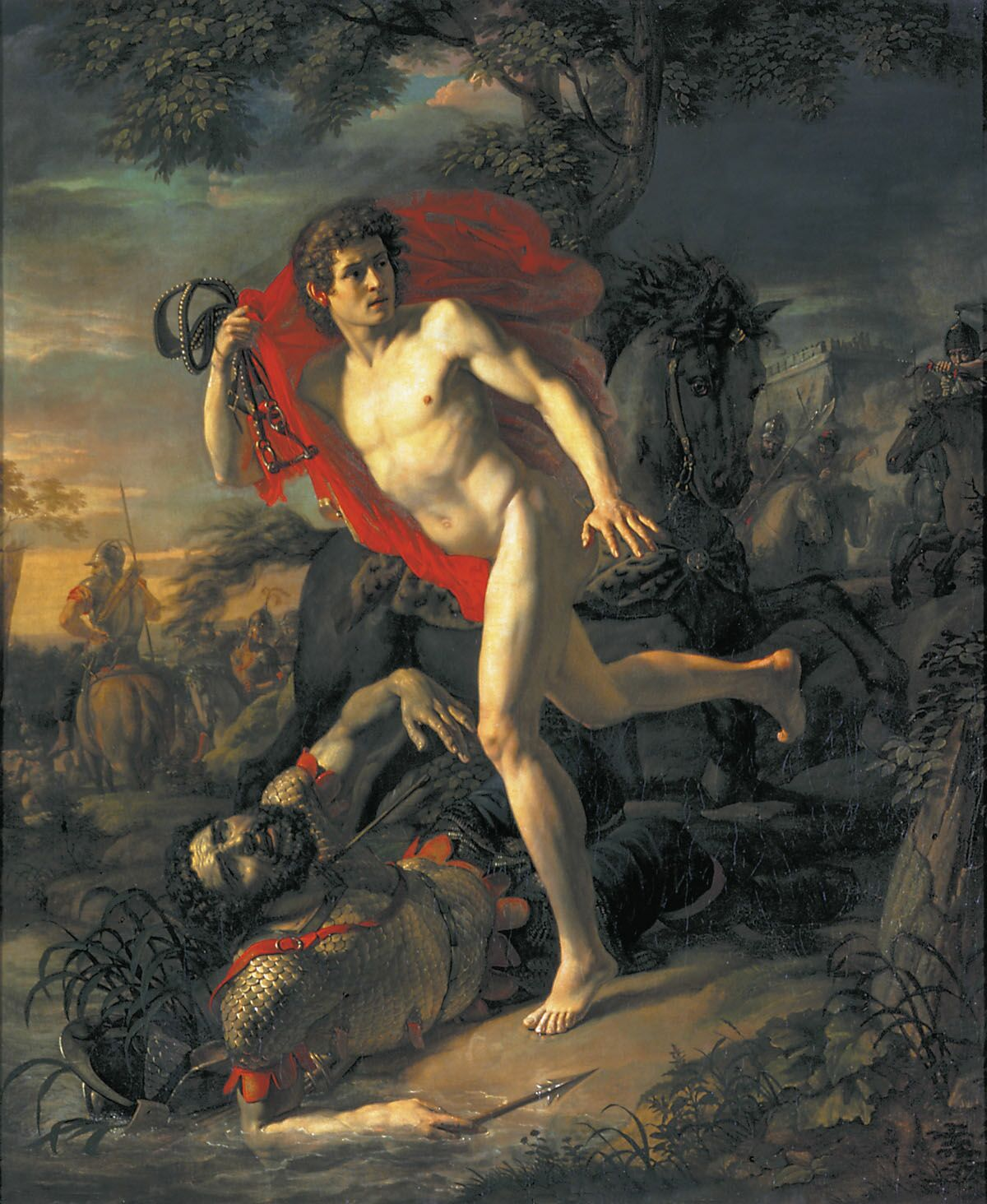
The Young Hero from Kiev